# Regi Van Acker
Pour les articles homonymes, voir Van Acker.
Regi Van Acker est un footballeur et entraîneur belge né le 25 avril 1955 à Beveren (Flandre orientale).
Il est connu pour sa carrière de technicien du football: il a entraîné le KV Courtrai, Royal Antwerp FC à deux reprises, Casino SW Bregenz (Bundesliga autrichienne), K Lierse SK, KV Red Star Waasland et KRC Malines.